# زن (ترانه دوجا کت)
«زن» (به انگلیسی: Woman) ترانه‌ای از رپر و خوانندهٔ آمریکایی دوجا کت از سومین آلبوم استودیویی وی پلنت هر (۲۰۲۱) است. این ترانه به‌عنوان ترکیبی از سبک‌های افروبیتس، پاپ و آراندبی شناخته می‌شود و مضامین آن به مسائلی همچون زنانگی الهی و فمینیسم پرداخته‌است. پس از کسب محبوبیت در اروپا و ورود به رتبهٔ ۱۰ برتر در کشورهای یونان، فرانسه، دانمارک، سوئیس، لیتوانی و پرتغال، این ترانه در ۱ اکتبر ۲۰۲۱ به‌عنوان چهارمین تک‌آهنگ آلبوم، تأثیر قابل توجهی بر پخش رادیویی در ایتالیا داشت. این ترانه در ۱۴ دسامبر ۲۰۲۱ به رادیوهای جریان اصلی و رادیوهای ریتمیک معاصر آمریکایی ارسال شد و موفقیتی تدریجی داشت و چندین ماه در چارت‌ها باقی ماند تا به آرامی به رتبه ۱۰ برتر رسید. در جدول ۷ مهٔ ۲۰۲۲ تقریباً یک سال پس از انتشار اولیه رتبه هفتم در بیلبورد هات ۱۰۰ را کسب کرد.